# Mike új kocsija
A Mike új kocsija vagy Mike vadiúj verdája (eredeti cím: Mike's New Car) 2002-ben bemutatott Pixar animációs rövidfilm, melynek két főszereplője a Szörny Rt. sztárjai. Mike vesz egy új, hatkerekű járgányt, s megmutatja Sulley-nak. Mikor azonban a dolgok rosszra fordulnak, a két barát úgy dönt, inkább a gyaloglást választják.
A Pixar-történelemben a Mike új kocsija három dolog miatt emelendő ki: ez az első rövidfilm, amelyben a szereplők beszélnek is, illetve az első, amely karaktereit egy korábbi produkcióból meríti. Végezetül, ez az egyetlen, csak DVD-n látható Pixar-kisfilm, amely Oscar-díj jelölést kapott. (Ezt végül a The ChubbChubbs nyerte el.)
Mind Mike Wazowskit és Sulley-t eredeti hangjaik, Billy Crystal és John Goodman szinkronizálják. A rövidfilm humora igazán akkor érthető, ha a néző tisztában van Mike már-már megszállottsággá fajuló autó-szeretetével. A Szörny Rt.-ben egy piros autója volt, amit azonban Sulley nem ajánlott neki vezetni az energiahiány miatt.

## Szereplők hangja[2][3]
- Mike – Billy Crystal (Magyar hangja: Lippai László)
- Sully – John Goodman (Magyar hangja: Gesztesi Károly)